# ガガガガガレッジセール
『ガガガガガレッジセール』は、日本テレビ系列局ほかで放送されていた日本テレビ製作のバラエティ番組である。日本テレビ系列局では2005年10月7日から2006年3月31日まで、毎週金曜 23:00 - 23:30 （日本標準時）に放送。
前番組『プリティガレッジ』の視聴率低迷とトヨタ自動車のスポンサー降板を受け、企画内容を見直して再スタートしたのが本番組である。そのため、出演者とスタッフは前番組とほぼ同じメンバーだった。

## 出演者
MCの4人は前番組から引き続き出演。
- ガレッジセール（川田広樹・ゴリ）
- YOU
- hitomi

以下は「ルルベ・ゴリバレエ団」のコーナー出演者。VTRのほか、スタジオにも登場。
- 光浦靖子（オアシズ）
- Nana（MAX）
- 森三中（村上知子・大島美幸・黒沢かずこ）
- アジアン（馬場園梓・隅田美保）
- 安倍麻美
- 夏川純
- 福下恵美 - 途中参加。
- 草刈民代 - 芸術監督として参加。
- 小野寺麻衣（当時・日本テレビアナウンサー） - リポーター。

## スタッフ
- 構成：石原健次、桜井慎一、上野耕平、榊暁彦、佐藤俊明、武洋行
- ブレーン：鈴木おさむ
- 音効：石見知哉
- 編集：増田直人、原健一郎、安川修平
- MA：阿世知貴彦
- ロケ技術：元木宏（八峯テレビ）
- デスク：小川典子
- AP：桑名美佐
- ディレクター：塚田秋春、げん（長久弦）、佐藤B、島田総一郎、黒川高、阿部さちよ
- 総合演出：マッコイ斉藤
- プロデューサー：安西義裕、小林岳夫、大山恭平
- プロデューサー・演出：矢追孝男
- チーフプロデューサー：吉川圭三
- 制作協力：笑軍様、GUTS
- 製作著作：日本テレビ

## 放送局
NNN30局（NNS29局＋NNS非加盟のテレビ宮崎）
金曜 23:00 - 23:30 に放送。ただし、テレビ大分とテレビ宮崎では日本テレビ製作の『金曜ロードショー』やフジテレビ製作の『金曜エンタテイメント』放送延長時には遅れネットになる場合があった。
沖縄テレビ
『金曜ロードショー』の延長が無い場合、他局の17時間遅れである土曜 15:55 - 16:25 に放送。